# Sci di fondo ai V Giochi olimpici invernali - Staffetta maschile
La competizione della staffetta 4x10 km di sci di fondo ai V Giochi olimpici invernali si è svolta il giorno 3 febbraio 1948 al Olympia-Skistadion di Sankt Moritz.

## Classifica
| Pos.    | Nazione        | Atleti                   | Tempo    |
| ------- | -------------- | ------------------------ | -------- |
| Oro     | Svezia         | Nils Östensson           | 2:32'08" |
| Oro     | Svezia         | Nils Täpp                | 2:32'08" |
| Oro     | Svezia         | Gunnar Eriksson          | 2:32'08" |
| Oro     | Svezia         | Martin Lundström         | 2:32'08" |
| Argento | Finlandia      | Lauri Silvennoinen       | 2:41'06" |
| Argento | Finlandia      | Teuvo Laukkanen          | 2:41'06" |
| Argento | Finlandia      | Sauli Rytky              | 2:41'06" |
| Argento | Finlandia      | August Kiuru             | 2:41'06" |
| Bronzo  | Norvegia       | Erling Evensen           | 2:44'33" |
| Bronzo  | Norvegia       | Olav Økern               | 2:44'33" |
| Bronzo  | Norvegia       | Reidar Nyborg            | 2:44'33" |
| Bronzo  | Norvegia       | Olav Hagen               | 2:44'33" |
| 4       | Austria        | Josef Gstrein            | 2:47'18" |
| 4       | Austria        | Josef Deutschmann        | 2:47'18" |
| 4       | Austria        | Engelbert Hundertpfund   | 2:47'18" |
| 4       | Austria        | Karl Rafreider           | 2:47'18" |
| 5       | Svizzera       | Niklaus Stump            | 2:48'07" |
| 5       | Svizzera       | Robert Zurbriggen        | 2:48'07" |
| 5       | Svizzera       | Max Müller               | 2:48'07" |
| 5       | Svizzera       | Edy Schild               | 2:48'07" |
| 6       | Italia         | Vincenzo Perruchon       | 2:51'00" |
| 6       | Italia         | Silvio Confortola        | 2:51'00" |
| 6       | Italia         | Rizzieri Rodeghiero      | 2:51'00" |
| 6       | Italia         | Severino Compagnoni      | 2:51'00" |
| 7       | Francia        | René Jeandel             | 2:51'53" |
| 7       | Francia        | Gérard Perrier           | 2:51'53" |
| 7       | Francia        | Marius Mora              | 2:51'53" |
| 7       | Francia        | Benoît Carrara           | 2:51'53" |
| 8       | Cecoslovacchia | Štefan Kovalčík          | 2:54'56" |
| 8       | Cecoslovacchia | František Balvín         | 2:54'56" |
| 8       | Cecoslovacchia | Jaroslav Zajíček         | 2:54'56" |
| 8       | Cecoslovacchia | Jaroslav Cardal          | 2:54'56" |
| 9       | Jugoslavia     | Tone Razinger            | 2:55'55" |
| 9       | Jugoslavia     | Anton Pogačnik           | 2:55'55" |
| 9       | Jugoslavia     | Matevž Kordež            | 2:55'55" |
| 9       | Jugoslavia     | Jože Knific              | 2:55'55" |
| 10      | Polonia        | Józef Daniel Krzeptowski | 2:59'19" |
| 10      | Polonia        | Stanisław Bukowski       | 2:59'19" |
| 10      | Polonia        | Tadeusz Kwapień          | 2:59'19" |
| 10      | Polonia        | Stefan Dziedzic          | 2:59'19" |
| 11      | Liechtenstein  | Christof Frommelt        | 3:35'39" |
| 11      | Liechtenstein  | Arthur Meier             | 3:35'39" |
| 11      | Liechtenstein  | Xaver Frick              | 3:35'39" |
| 11      | Liechtenstein  | Egon Matt                | 3:35'39" |